# بيير بيني
بيير بيني (2 أغسطس 1923 في فرنسا - 21 يونيو 1991) (بالفرنسية: Pierre Bini)‏ هو سياسي ولاعب كرة قدم فرنسي في مركز جناح ‏.لعب مع ستاد ريمس ونادي سانت إتيان.

## وصلات خارجية
- بيير بيني على موقع قاعدة بيانات كرة القدم.إي يو (الإنجليزية)
- بيير بيني على موقع عالم كرة القدم.نت (الإنجليزية)